# Clément Grenier
Clément Grenier (* 7. ledna 1991 Annonay) je francouzský profesionální fotbalista, který hraje na pozici středního záložníka za španělský klub RCD Mallorca. Mezi lety 2013 a 2014 odehrál také 5 zápasů v dresu francouzské reprezentace.

## Klubová kariéra
V seniorském fotbale debutoval v dresu Olympique Lyon. 28. ledna 2017 odešel na hostování do AS Řím. 24. června 2018 podepsal tříletý kontrakt s Rennes.

## Reprezentační kariéra
Hrál za mládežnické výběry Francie od kategorie U16.
Grenier debutoval v A-mužstvu Francie 5. června 2013 v přátelském utkání v Montevideu proti reprezentaci Uruguaye (prohra 0:1), dostal se na hřiště v 67. minutě.
Trenér Didier Deschamps jej nominoval na Mistrovství světa 2014 v Brazílii, kam se ale Grenier kvůli zranění nedostal. Na soupisce ho nahradil Morgan Schneiderlin.